# Henry Hintermeister
Henry Hintermeister, noto anche con lo pseudonimo di Hy Hintermeister (New York, 10 giugno 1897 – Pinellas, 18 giugno 1970), è stato un pittore e illustratore statunitense, attivo durante la cosiddetta "epoca d'oro dell'illustrazione".

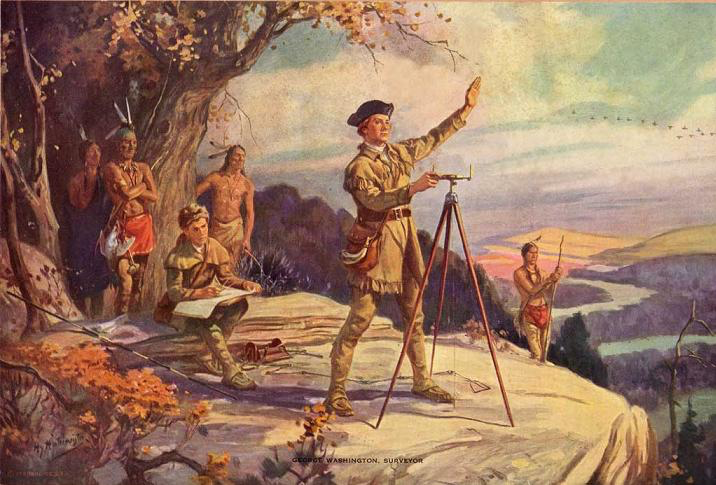
George Washington, surveyor, 1948

Egli dipingeva insieme a suo padre, John Henry Hintermeister, e insieme i due crearono più di mille opere. È noto soprattutto per i suoi dipinti "a tema americano".

## Opere

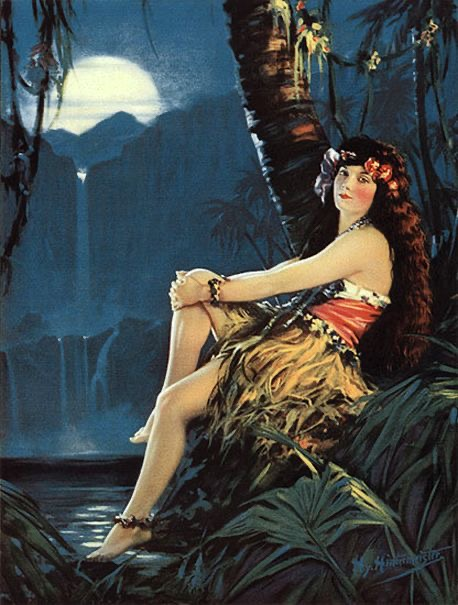
South Sea Island idyll, 1923

Henry potrebbe aver iniziato la sua carriera professionale nel 1914, all'età di 17 anni, quando venne registrato un diritto di copia per un "Henry Hintermeister". Le prime opere pubblicate di Henry raffiguravano scene di famiglia, di donne e bambini, cani, cavalli e scene di attività ricreative. Dipinse anche delle scene fantastiche, con delle donzelle indiane e delle donne romane ed egizie vestite in modo succinto. L'illustrazione South Sea Island idyll ("Idillio di un'isola dei mari del sud") del 1923 si basa su una fotografia promozionale dell'attrice Gilda Gray per la pellicola La danzatrice dei tropici, uscita nel 1926.
Negli anni successivi creò alcune opere semi-comiche, con dei soggetti che includevano i vari pericoli dell'attraversare la strada, bimbi e nonni, pescatori, poliziotti, scout e cacciatori. Una delle sue opere più celebri fu la serie di dipinti Uncle Natchel per la Chilean Natural Soda, che iniziò nel 1934-1935 con un'illustrazione per un calendario e durò fino agli anni 1960.
Sebbene Henry abbia superato suo padre nelle basi di dati del ventunesimo secolo, essendo la persona principale associata alla firma "Hy Hintermeister," questi iniziò a collaborare con suo padre. Per i collezionisti fu difficile distinguere l'autore per alcune opere dalla sola firma, dato che entrambi si firmavano allo stesso modo. Quando Henry iniziò a far pubblicare le proprie opere nel 1919, suo padre lavorava da almeno trent'anni. Quando suo padre morì nel 1945, Henry continuò a dipingere per altri venticinque anni.

## Nome
Il nome di Henry apparve sui documenti per buona parte della sua vita senza un'iniziale centrale. Tuttavia, il certificato di nascita lo registra come Henry August Adam Hintermeister, e nel censimento del 1910 viene citato come Henry A. A. Hintermeister. Nel censimenti neviorchesi del 1905 e del 1915 veniva citato come Henry A. Hintermeister. Dopo la morte di suo padre, cominciò ad avere alcune opere protette dai diritti con il nome "Henry J. Hintermeister".

## Galleria d'immagini

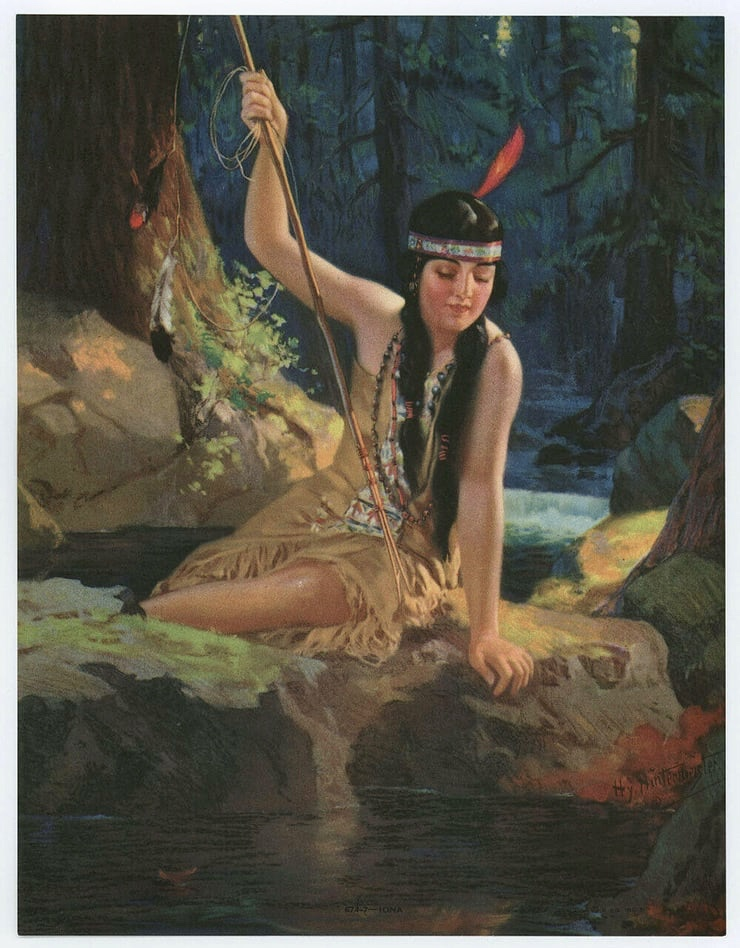
Iona, 1925
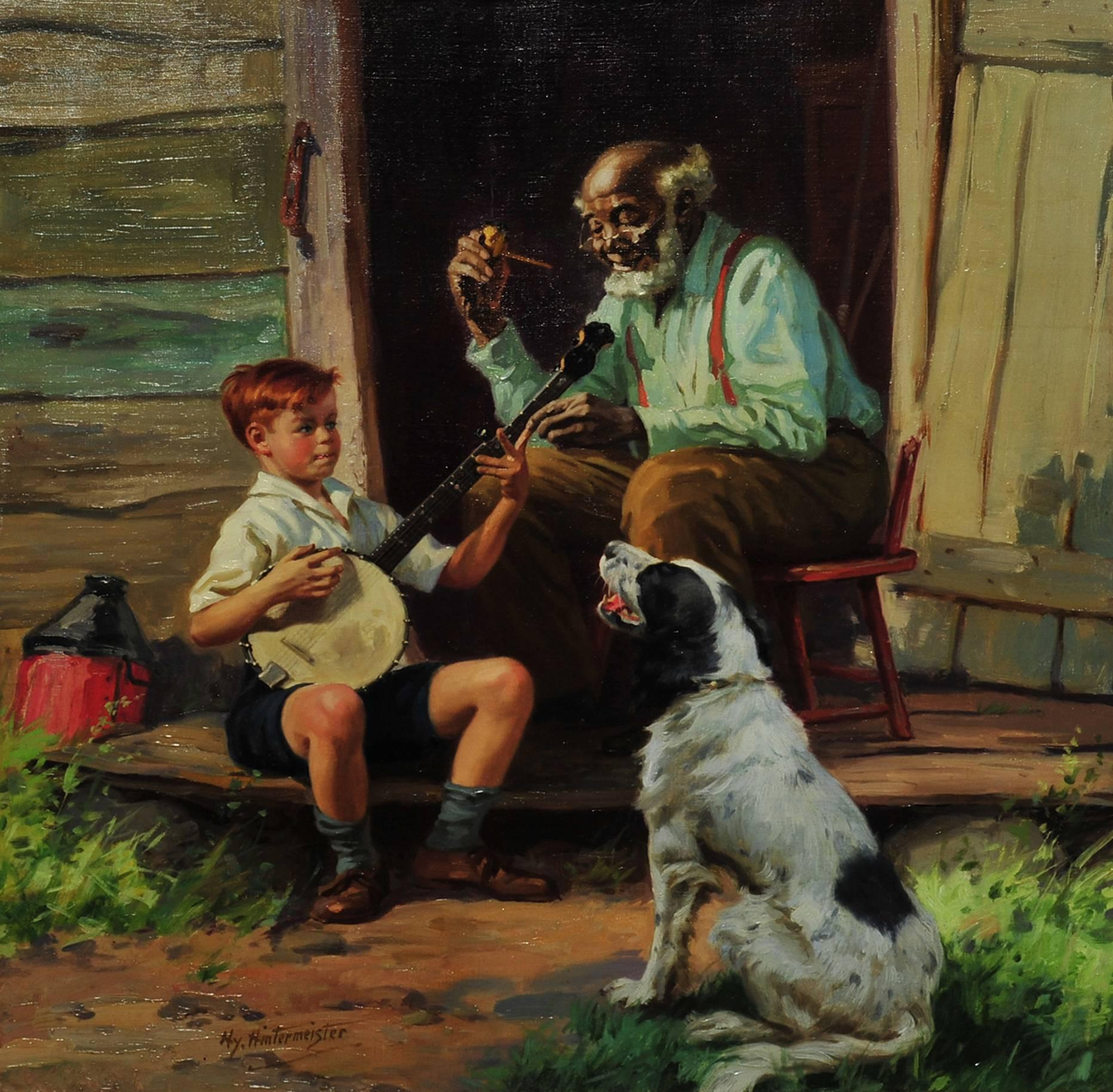
Jes' Act Nat'chel, Sonny, 1934
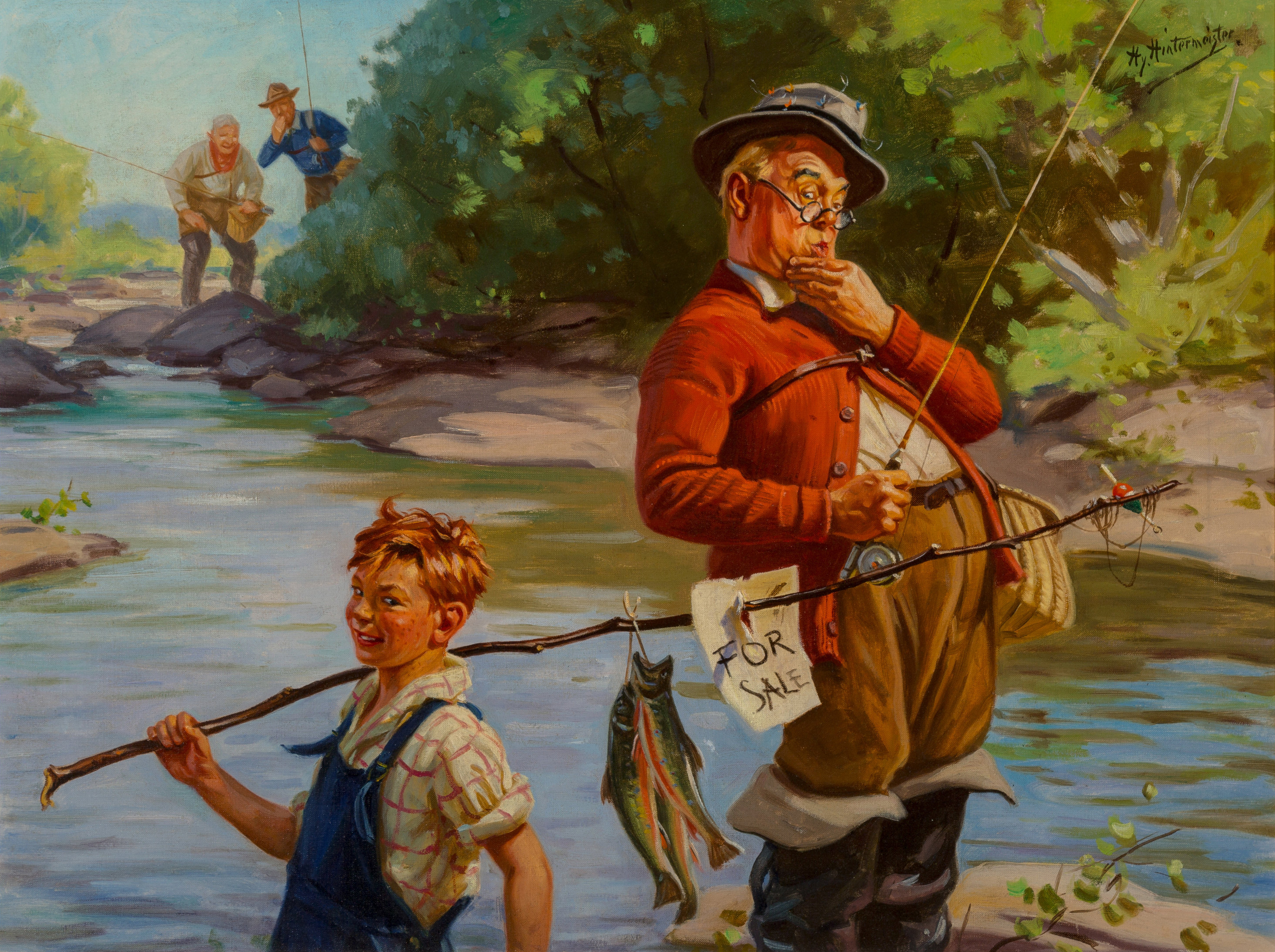
When Skill Pays Off, 1949
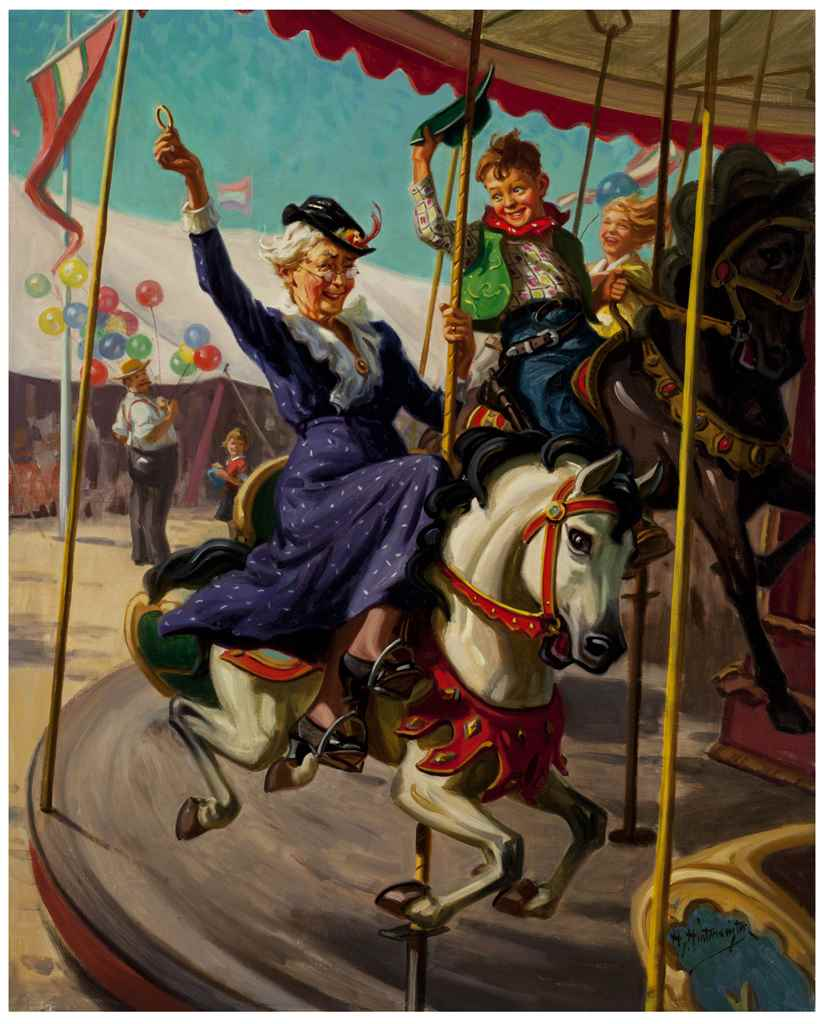
Grandma Gets the Brass Ring, 1953